# 2692 Chkalov
A 2692 Chkalov (ideiglenes jelöléssel 1976 YT3) a Naprendszer kisbolygóövében található aszteroida. Ljudmila Ivanovna Csernih fedezte fel 1976. december 16-án.